# Плуто
Плуто (англ. Pluto или англ. Pluto the Pup) — анимационный персонаж, ставший знаменитым в серии коротких мультфильмов студии Уолта Диснея. Наиболее часто он появлялся на экране как домашняя собака Микки Мауса. Плуто также исполнял независимую главную роль в 48 диснеевских мультфильмах в 1930-х, 1940-х и 1950-х годах. Плуто выделяется среди других диснеевских персонажей тем, что он не является антропоморфным, кроме необычно широкого диапазона мимики или использования передних лап в некоторых случаях; он в действительности ведёт себя как обычная собака (в отличие от Гуфи, который представляет собой антропоморфную собаку).

## Идея и создание
Плуто вначале был малозначимым персонажем до 1934, когда диснеевский аниматор Норм Фергюсон дал собаке главную роль в мультфильме «Playful Pluto» (Игривый Плуто). В нём Плуто запутывается в липкой бумаге для мух, и Фергюсон значительно увеличил длительность этого эпизода. Эпизод стал классикой, демонстрируя, как диснеевские художники могут взять самые простые обстоятельства и сделать сцену смешной через поведение персонажа.
Плуто считается одним из первых диснеевских персонажей, которые нарушают стиль «резинового шланга и круга», на который полагалась студия; дизайн собаки давал ей впечатление объёмной, а не плоской. К тому же, Плуто — один из первых мультипликационных персонажей, которые показаны действительно выполняющими мыслительный процесс посредством анимации.

## Имя
Щенок впервые появился в мультфильме «The Chain Gang» (Заключённые), вышедшем в США 18 августа 1930 г. Однако имени у щенка не было. При следующем своём появлении 23 октября 1930 г., в «The Picnic» (Пикник) собака именовалась не Плуто, а Ровер. Лишь в «The Moose Hunt» (Охота на лося), вышедшем 8 мая 1931 г. собака была названа Pluto the Pup (щенок Плуто). В сентябре 1931 года иллюстрация этого персонажа появилась в «Hollywood Cartoons» Барриера.
Между присвоением имени небесному телу, которое считалось девятой планетой солнечной системы, Плутону, 24 марта 1930 г. и присвоением имени диснеевскому персонажу разница в несколько месяцев. Венеция Бёрни (позднее Венеция Фэйр), которая предложила название «Плутон» для планеты, заметила в 2006 году: «Это название не имеет ничего общего с диснеевским мультфильмом. Собака Микки-Мауса получила своё имя в честь планеты, а не наоборот».
Несмотря на суждение, что диснеевская студия назвала собаку в честь планеты (а не мистического бога подземного мира), достоверно утверждать этого нельзя. Диснеевский аниматор Бен Шарпстин сказал: «Мы решили, что кличка Ровер слишком обычная, так что решили поискать какую-нибудь другую. […] Мы изменили её на „Pluto the Pup“, […] но, честно говоря, не помню почему».

## Популярность
С тех пор как Плуто стал важной частью «Вселенной Микки-Мауса», он превратился в одного из наиболее популярных мультипликационных персонажей. Изображение Плуто можно увидеть почти на любом типе товаров. Он также оказался на пятом месте в списке самых популярных диснеевских персонажей после Микки-Мауса, Дональда Дака, Минни Маус и Гуфи. В начале 1950-х публика больше интересовалась Плуто, чем его конкурентом среди анимированных домашних питомцев — котом Сильвестром, созданным компанией Warner Brothers. Плуто было присуждено 1-е место в списке «100 величайших анимированных домашних питомцев всех времён».

## Появления
Два безымянных бладхаунда, которые появились в 1930 году в мультфильме с Микки-Маусом «The Chain Gang» (Заключённые) имели сходство с тем, который появился в более поздних мультфильмах как Pluto the Pup, домашняя собака Микки. В «The Picnic» (Пикник), другом мультфильме с Микки-Маусом того же года выпуска появляется домашняя собака Минни, к которой он обращается: «my little rover» (мой маленький разбойник). Та же собака появляется как домашний питомец Микки в мультфильме «The Moose Hunt» (Охота на лося) (1931) и здесь она впервые носит имя «Плуто». С тех пор Плуто присоединяется к компании Микки как постоянный персонаж: «Mickey’s Garden» (В саду у Микки).
Его первое появление в комиксах было в ежедневных полосах «Mickey Mouse» в 1931 г., двумя месяцами позже релиза мультфильма «The Moose Hunt». «Pluto Saves the Ship», книга комиксов, опубликованная в 1942 г. — один из первых диснеевских комиксов, подготовленных для публикации вне газетных полос. Однако, не считая нескольких мини-комиксов, прилагаемых в качестве бесплатного приза к сухим завтракам в 1947 и 1951 годах, Плуто не имел своих собственных комиксов вплоть до 1952 г.
Плуто также появлялся в мультсериалах «Mickey Mouse Works», «House of Mouse» и «Mickey Mouse Clubhouse». Забавно, что Плуто был единственным из обычных диснеевских персонажей, кто не присутствовал при воссоединении всей их команды в 1983 г. в короткометражном мультфильме «Mickey’s Christmas Carol», хотя он вернулся в «The Prince and the Pauper» (Принц и нищий) (1990 г.) и «Runaway Brain» (Сойти с ума) (пятью годами позже), а также промелькнул в фильме «Кто подставил кролика Роджера». В 1996 году он исполнил яркую эпизодическую роль в эпизоде мультсериала «Кряк-Бряк» «The Really Mighty Ducks».

### Мультфильмы
1. Playful Pluto Шалунишка Плуто (1934)
2. Pluto’s Judgment Day Судный день Плуто (1935)
3. On Ice На льду (1935)
4. Pluto’s quin-pupets Пять щенков Плуто (1937)
5. Society Dog Show Выставка собак (1939)
6. The Pointer Указатель (1939)
7. Bone Trouble Неприятности из-за кости (1940)
8. Pluto’s dream house Дом мечты Плуто (1940)
9. Pantry Pirate Безобразие в гостиной(1940, с Mammy Two Shoes)
10. Pluto’s Playmate Приятель Плуто (1941, первое появление Salty the Seal)
11. Canine caddy Гольф с Плуто (1941)
12. Lend a Paw Протяни лапу помощи (1941)
13. Pluto Junior Плуто-младший (1942)
14. The Army Mascot Армейский талисман (1942)
15. The Sleepwalker Лунатик (1942)
16. T-Bone For Two Кость на двоих (1942)
17. Pluto At The Zoo Плуто в зоопарке (1942)
18. Private Pluto Рядовой Плуто (1943)
19. Springtime For Pluto Весенняя пора для Плуто (1944)
20. First Aiders Первая помощь (1944, с Минни и Фигаро)
21. Dog Watch Ночная смена (1945)
22. Canine Casanova Пёс-Казанова (1945)
23. The Legend of Coyote Rock Легенда о скале Койот (1945)
24. Canine Patrol Собачий патруль (1945)
25. Pluto’s Kid Brother Младший брат Плуто (1946)
26. In Dutch В затруднительном положении (1946)
27. The Purloined Pup Украденный щенок (1946, первое появление Ронни)
28. A Feather In His Collar (1946)
29. Pluto’s Housewarming Новоселье Плуто (1947)
30. Rescue Dog Собака-спасатель (1947, второе появление Salty the Seal)
31. Mail Dog Почтовый пёс (1947)
32. Pluto’s Blue Note Пластинка Плуто (1947)
33. Bone Bandit Костный бандит (1948)
34. Pluto’s Purchase Покупка Плуто (1948, с Микки-Маусом)
35. Cat Nap Pluto Короткий сон Плуто (1948, с Фигаро)
36. Pluto’s Fredgling Птенец Плуто (1948)
37. Pueblo Pluto Пуэбло Плуто (1949, второе появление Ронни с Микки-Маусом)
38. Pluto’s Surprise Package Пакет с сюрпризом для Плуто (1949)
39. Pluto’s Sweater Свитер для Плуто (1949, с Минни и Фигаро)
40. Bubble Bee Пчела в пузыре; Пчелиный шар (1949, появление Пчелы Спайка)
41. Sheep Dog Пастушья собака (1949)
42. Pluto’s Heart Throb Сердечное беспокойство Плуто (1950)
43. Pluto & The Gopher Плуто и суслик (1950, с Минни Маус)
44. Wonder Dog Чудо-пёс (1950)
45. Primitive Pluto Первобытный Плуто (1950)
46. Puss Cafè Кошачье кафе (1950, первое появление кота Марвина)
47. Pests of The West Вредители Запада (1950)
48. Camp dog Походный пёс (1950)
49. Plutopia Плутопия (1951)
50. Pluto’s party Вечеринка Плуто (1952)
51. Pluto’s Christmas Tree Рождественская ёлка Плуто (1952)

### Фильмы
- Who Framed Roger Rabbit Кто подставил кролика Роджера
- The Prince and the Pauper Принц и нищий
- Mickey Mouse Clubhouse: The Great Clubhouse Hunt
- Toy Story 3 История игрушек: Большой побег

### Видеоигры серииKingdom Hearts
В серии видеоигр Kingdom Hearts Плуто также является домашним питомцем Микки и выступает в роли курьера, содействуя планам своего хозяина. Большую часть игры Kingdom Hearts II, Плуто находится рядом с Каири (даже когда её похищают), поскольку испытывает к ней очевидную симпатию. Что удивительно, в течение данных игр Плуто появляется и исчезает в случайные моменты, но никто из остальных персонажей не удивляется его внезапным исчезновениям.

### Дисней-парки
В различных Дисней-парках по всему миру Плуто стоит на двух лапах и гораздо больше похож на остальных диснеевских персонажей.

## Возлюбленные Плуто

### Пекинес Фифи
Пекинес Фифи (Fifi the Peke) — первая подружка Плуто и домашняя питомица Минни Маус. Она исполняла главные роли в мультфильмах совместно с Плуто, котёнком Фигаро, Минни Маус и Микки Маусом.

### Такса Дина
Такса Дина (Dinah the Dachshund) заменила пекинеса Фифи в качестве подружки Плуто в более поздних диснеевских мультфильмах. Она появляется в качестве подружки Плуто, хотя время от времени также встречается с бульдогом Батчем. Впервые появляется в «The Sleepwalker».